# 烏干達的純禁慾性教育
烏干達是撒哈拉以南非洲少數採用禁慾性教育作為性教育方式的國家之一，並且強調在結婚前禁慾是唯一的選擇。 禁慾性教育內不包含安全性行為、計劃生育等其他選擇的聯合課程，並被認為是避免懷孕和性傳染的唯一可靠方法。 乌干达被公认为降低艾滋病毒感染率的典范。  由於缺乏治療，盛行率數據也可能受到扭曲，這意味著感染者的比例因過早死亡而下降。 烏干達在很大程度上實施了禁慾性教育，並為此目的獲得了支持，但這也引起了一些爭議。 批评者质疑其降低艾滋病毒/艾滋病传播的有效性。 他們也強調，該計畫在烏干達導致了歧視、性別不平等和社會恥辱。